# Lőrincz Viktor
Lőrincz Viktor (Cegléd, 1990. április 28. –) olimpiai- és világbajnoki ezüst- ,kétszeres világbajnoki bronzérmes, Európa-bajnok magyar birkózó. Testvére Lőrincz Tamás olimpiai bajnok birkózó.

## Pályafutása
2007-ben Varsóban, kadet Európa-bajnokságon bronzérmes lett. 2010-ben junior Európai-bajnoki címet szerzett. A junior vb-n 21. volt. A 2011-es világbajnokságon kiesett. A Belgrádban megrendezett Európa-bajnokságon, mely pályafutása első felnőtt Európa-bajnoksága volt, a harmadik helyen végzett 2012-ben. Még ebben az évben Bakuban, a Golden Grand Prix-döntőn a 84 kilogrammosok között első lett.
Első világbajnoki érmét 2013. szeptember 21-én nyerte meg a Papp László Sportarénában, Budapesten, ugyanis harmadik lett. A 2014-es Európa-bajnokságon kiesett. 2014-ben a taskenti birkózó-világbajnokságon bronzérmet szerzett. 2015 szeptemberében sikerült megszereznie az első magyar kvótát a riói olimpiára, a Las Vegas-i kvalifikációs birkózó-világbajnokságon, a kötöttfogású 85 kilogrammosok között elért ötödik helyezésével.
A 2016-os rigai Európa-bajnokságon a negyeddöntőig jutott, míg a XXXI. nyári olimpiai játékokon, Rió de Janeiróban vitatható bírói döntések között kikapott a bronzéremért vívott mérkőzésen, így az ötödik helyen fejezte be szereplését. Később Péteri László birkózóbíró úgy nyilatkozott, hogy a szlovén Staniszlav Sernek bíró egy magánbeszélgetésben elismerte, hogy valóban nyomást gyakoroltak rá, hogy Lőrincz ellen ítéljen.
A 2017-es Újvidéken rendezett Európa-bajnokságon aranyérmet szerzett 85 kilogrammban. Az augusztusi világbajnokságon a negyeddöntőben búcsúzott. A következő évben az Európa-bajnokságon sem tudott a negyeddöntőn túljutni. A budapesti 2018-as birkózó-világbajnokságon 87 kilogrammban a selejtezők során az amerikai Patrick Anthony Martínezt verte meg 5–1 arányban, azonban a nyolcaddöntőben a grúz Robert Kobliasvilitől 3–3 után, technikai pontozással kikapott és kiesett. Az Európa-bajnokságon nem indult.A Minszkben rendezett 2019-es Európa-játékokon bronzérmet szerzett. A 2019-es birkózó-világbajnokságon ezüstérmes lett 87 kilogrammban és olimpiai kvótát szerzett. A döntőben az ukrán Zsan Belenyuktól kapott ki 2-1-re. Az év folyamán három nemzetközi ranglista versenyen (Magyar Nagydíj, Zágráb, Sassari) és a katonai világjátékokon is győzött. Decemberben a Nemzetközi Birkózó Szövetség (UWW) 2019 legjobb kötöttfogású birkózója címmel díjazta. A 2020-as, római Európa-bajnokságon a kötöttfogásúak 87 kilogrammos súlycsoportjában ezüstérmet szerzett. A tokiói olimpián 87 kilogrammban a nyolcaddöntőben a kirgiz Atabek Aziszbekov ellen nyert 6–1arányban, majd a negyeddöntőben a német Denis Kudla ellen jutott tovább, ezzel visszavágva ellenfelének az előző olimpián a bronzmérkőzésen elszenvedett vereségért. Az elődöntőben a kétszeres Afrika-bajnok egyiptomi Mohamed Metvalli ellen 9–2 arányban bizonyult jobbnak, így bejutott a döntőbe, ahol a riói olimpián bronzérmes ukrán Zsan Belenyuk ellen, ahogyan a két évvel korábbi világbajnokságon is, alulmaradt, ezúttal 5–1 arányban.

### Edzőként
2024 novemberében a magyar szabadfogású szakág szövetségi kapitányának nevezték ki.

## Világversenyen szerzett érmei
| Helyszín          | Esemény                 | Kategória          | Szerzett érmek |
| ----------------- | ----------------------- | ------------------ | -------------- |
| 2007, Varsó       | kadet Európa-bajnokság  | kötöttfogás, 76 kg | bronz          |
| 2010, Szamokov    | junior Európa-bajnokság | kötöttfogás, 74 kg | arany          |
| 2012, Belgrád     | Európa-bajnokság        | kötöttfogás, 84 kg | bronz          |
| 2013, Budapest    | Világbajnokság          | kötöttfogás, 84 kg | bronz          |
| 2014, Taskent     | Világbajnokság          | kötöttfogás, 85 kg | bronz          |
| 2017, Újvidék     | Európa-bajnokság        | kötöttfogás, 85 kg | arany          |
| 2019, Minszk      | Európa-Játékok          | kötöttfogás, 87 kg | bronz          |
| 2019, Nur-Szultan | Világbajnokság          | kötöttfogás, 87 kg | ezüst          |
| 2020, Róma        | Európa-bajnokság        | kötöttfogás, 87 kg | ezüst          |
| 2021, Tokió       | Olimpia                 | kötöttfogás, 87 kg | ezüst          |

## Díjai, elismerései
- Az év magyar birkózója (2015,[19] 2016,[20] 2020[21])
- Magyar Bronz Érdemkereszt (2016)
- Az év legjobb kötöttfogású birkózója (2019)
- A Magyar Érdemrend lovagkeresztje (2021)[22]

## Családja
Bátyja, Lőrincz Tamás olimpiai, világ- és Európa-bajnok birkózó. Felesége Bóbis Vivien korábbi fitnesz világ- és Európa-bajnok, akivel 2017 októberében kötött házasságot. Kislányuk Anna 2020 augusztusában született.